# Syntretus amoenus
Syntretus amoenus är en stekelart som beskrevs av Sergey A. Belokobylskij 1993. Syntretus amoenus ingår i släktet Syntretus och familjen bracksteklar. Inga underarter finns listade i Catalogue of Life.